# بورو مودی بان
بورو مودی بان (به لاتین: Boro Modi Bane) یک منطقهٔ مسکونی در گامبیا است که در Upper River Division واقع شده‌است. بورو مودی بان ۲۳۱ نفر جمعیت دارد.